# Jeanne de Valois-Saint-Rémy
Jeanne de Valois-Saint-Rémy (Fontette, 22 juli 1756 – Londen, 23 augustus 1791), na haar huwelijk Jeanne de La Motte en ook bekend als gravin de La Motte Valois, was een vrouw uit de lagere Franse adel, een oplichtster en een dievegge. Zij speelde in 1785 een belangrijke rol in de diamanten-halssnoeraffaire.
Ze deed zich voor als een vertrouwelinge van koningin Marie Antoinette, die ze in werkelijkheid nooit had ontmoet. Ze vervalste brieven van de koningin en slaagde er met haar handlangers in om in januari 1785 een zeer kostbare halsketting te stelen. Een paar maanden later werd ze gearresteerd en in 1786 veroordeeld tot openbare geseling, brandmerking, verbeurdverklaring van al haar bezit en levenslange gevangenisstraf. Ze ontsnapte na een jaar uit de gevangenis en ontkwam naar Engeland. In haar memoires beschuldigde ze de koningin valselijk van betrokkenheid bij de diefstal en van promiscuïteit. Jeanne de La Motte overleed op vijfendertigjarige leeftijd in Londen na een val uit een raam. 
De diamanten-halssnoeraffaire was een belangrijke factor in de ondermijning van de Franse monarchie in de aanloop naar de Franse Revolutie. Vooral de reputatie van Marie Antoinette werd zwaar beschadigd, hoewel zij op geen enkele manier bij de diefstal betrokken was geweest.

## Jeugd
Jeanne de Valois-Saint-Rémy was de dochter van baron Jacques de Valois-Saint-Rémy en zijn vrouw Marie Jossell. Haar vader was een afstammeling van Henri de Valois de Saint-Rémy, een onwettige zoon van koning Hendrik II van Frankrijk (1519-1559) uit het huis Valois. Haar moeder Marie Jossell was een dienstmeid van de familie. De familie de Valois-Saint-Rémy mocht de koninklijke fleur-de-lys in hun wapen voeren, maar was in enkele generaties verpauperd. Jacques de Valois-Saint-Rémy was aan de drank en raakte de laatste familiebezittingen en landerijen kwijt. Zijn kinderen – een zoon en drie dochters – groeiden op in armoede en werden door hun ouders verwaarloosd.
In 1760 vertrok het gezin naar Parijs om aan hun schuldeisers te ontkomen. Ze bleven straatarm; Jeanne werd regelmatig uit bedelen gestuurd. Haar vader stierf in 1761. Een jaar later hertrouwde haar moeder, die kort daarna met onbekende bestemming vertrok (met haar nieuwe echtgenoot, maar zonder haar zoon en dochters). 
Door bemiddeling van een priester namen de markies en markiezin de Boulainvilliers de zorg voor de kinderen op zich, die uiteindelijk toch de nakomelingen van een Franse koning waren. Ze gingen naar kloosterscholen en logeerden regelmatig bij de Boulainvilliers.
In 1775 kende Lodewijk XVI elk van de kinderen de Valois-Saint-Rémy vanwege hun koninklijke afkomst een jaarlijks pensioen toe van 800 livre. Dit was in principe voldoende om bescheiden van te leven.

## Huwelijk en vertrek naar Parijs

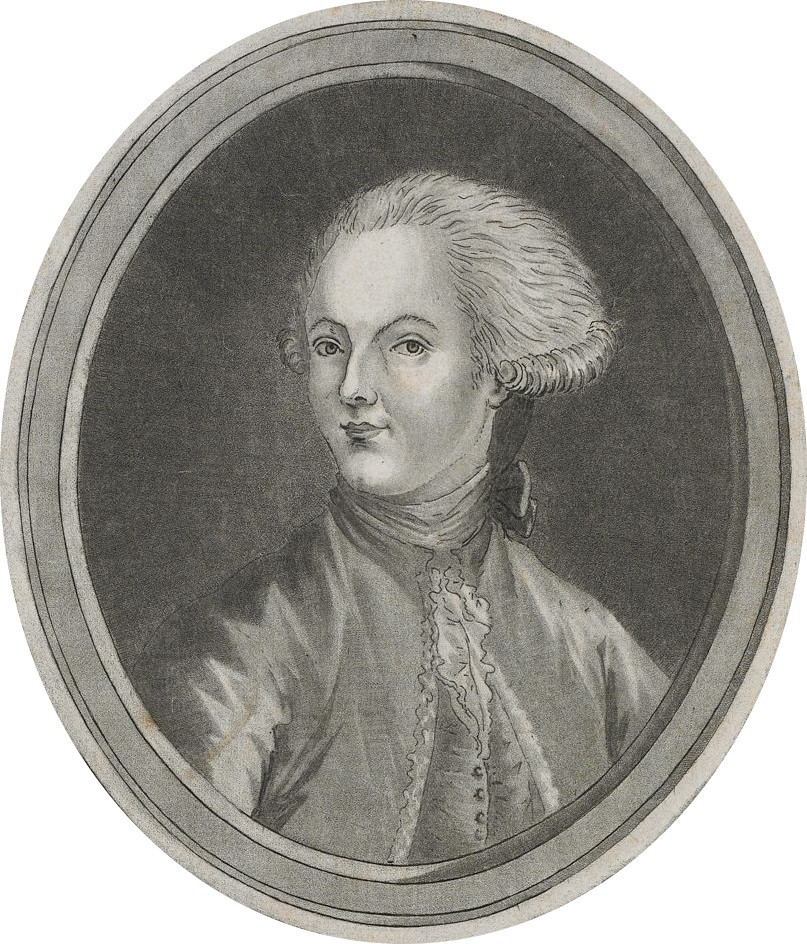
Nicolas de La Motte

Rond 1780 ontmoette Jeanne de Valois-Saint-Rémy de militair Nicolas de La Motte. Het stel trouwde op 6 juli 1780. Ze woonden in Bar-sur-Aube, niet ver van haar geboorteplaats Fontette. Het echtpaar noemde zich graaf en gravin de La Motte Valois, zonder in werkelijkheid recht te hebben op een adellijke titel. Ze leefden op grote voet en hadden chronisch geldgebrek. 
Het echtpaar De La Motte vertrok in 1781 naar Parijs. Ze probeerden aan het hof in Versailles een beschermheer of -vrouwe te vinden, bij voorkeur uit de koninklijke familie, die hen zou helpen de landerijen van de familie Valois Saint-Rémy terug te krijgen. Jeanne had vermoedelijk een korte affaire met de broer van de koning, de graaf van Artois. Ze kreeg ook een keer wat geld van Madame Elisabeth, de zuster van de koning. Zij probeerde tevergeefs de aandacht van koningin Marie Antoinette te trekken, onder andere door een keer te doen alsof ze flauwviel toen de koningin voorbij liep.
Jeanne kreeg de koningin nooit te spreken, maar naar de buitenwereld liet ze voorkomen dat ze haar vertrouwelinge was. Mensen geloofden dit en begonnen haar geld en geschenken te geven in de hoop dat ze een goed woordje voor hen zou doen aan het hof.

## Kardinaal de Rohan

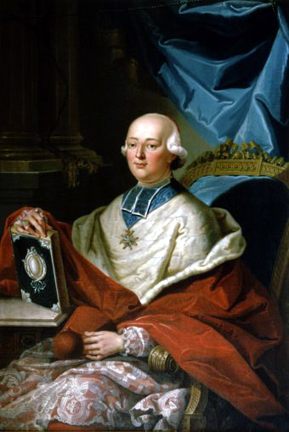
Kardinaal de Rohan

Jeanne de La Motte kwam in 1783 in contact met kardinaal Louis de Rohan, prins-bisschop van Straatsburg en lid van de machtige en rijke adellijke familie De Rohan. Hoogstwaarschijnlijk had zij een korte seksuele relatie met Rohan. De kardinaal gaf haar regelmatig geld: volgens Jeanne in totaal tienduizenden livre, volgens Rohan zelf een veel lager bedrag.
Als de Franse ambassadeur in Wenen van 1772 tot 1774 had Rohan zich de vijandschap van keizerin Maria Theresia van Oostenrijk op de hals gehaald. Zij was de moeder van Marie-Antoinette, die op haar beurt ook haar afkeer van Rohan liet blijken toen hij na zijn tijd in Wenen terugkeerde in Frankrijk. De kardinaal zocht naar een manier om zijn relatie met de koningin te verbeteren; de vijandschap van de koningin was een obstakel voor een glanzende carrière aan het hof.
Jeanne de La Motte overtuigde ook Rohan ervan dat ze een hechte band had met de koningin. Zij bood hem aan om als intermediair op te treden. Er ontwikkelde zich via Jeanne een correspondentie tussen de kardinaal en, naar hij dacht, koningin Marie Antoinette. De koninklijke brieven waren echter vervalsingen die Jeanne maakte met hulp van Rétaux de Villette, een vriend van haar man uit het leger, een goed vervalser, en haar minnaar. 
Op 10 augustus 1784 zette Jeanne de La Motte 's avonds laat in het park van Versailles een korte ontmoeting tussen Rohan en ‘de koningin’ in scène. De rol van Marie Antoinette werd gespeeld door de prostituee Nicole le Guay. Zij leek op de koningin en Rohan geloofde stellig dat hij in het donkere park een paar woorden had gewisseld met de echte Marie Antoinette.

## Het diamanten halssnoer

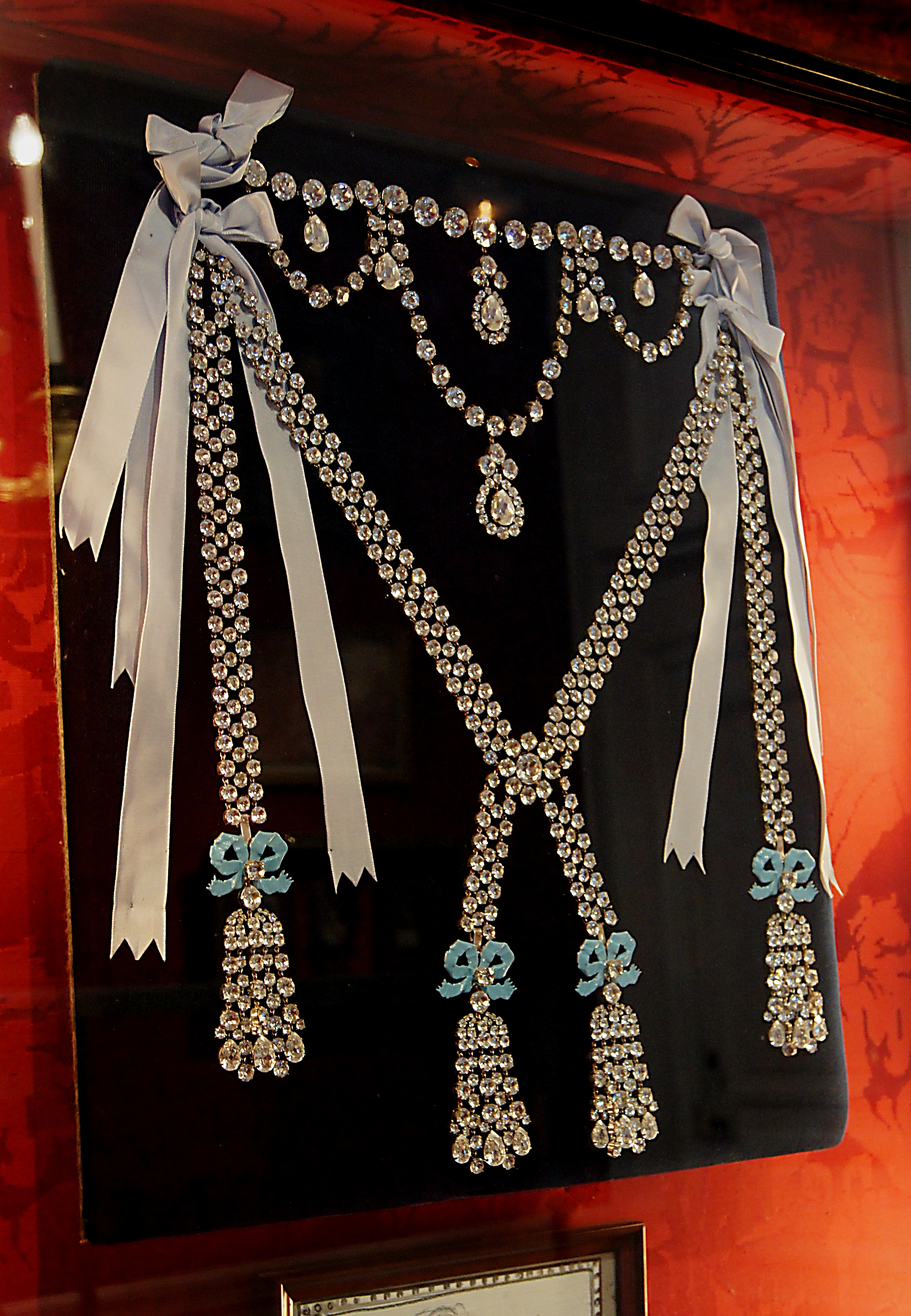
Replica van het diamanten halssnoer

Rond deze tijd probeerden de Parijse juweliers Boehmer & Bassenge om een koper te vinden voor een imposante en kostbare halsketting. Het sieraad bestond uit rivière-snoeren en hangers; er waren 647 diamanten in verwerkt van in totaal 2800 karaat. Zij hadden dit collier gemaakt voor Lodewijk XV als cadeau voor zijn maîtresse Madame du Barry. Na het overlijden van de koning in 1774 zaten ze met het onverkoopbare dure stuk in hun maag; de vraagprijs was 1.800.000 livre. Marie Antoinette had hen al twee keer laten weten dat ze niet geïnteresseerd was. De juweliers benaderden Jeanne de La Motte met de vraag of zij als 'de vertrouwelinge' van de koningin zou kunnen bemiddelen.
Jeanne de La Motte wist Rohan wijs te maken dat de koningin het collier wel degelijk wilde kopen, maar dat niet zelf openlijk kon doen. Als hij namens haar het halssnoer zou kopen, zou zij zich publiekelijk met hem verzoenen en zijn politieke ambities steunen. Zij zou hem ook snel terugbetalen. Rohan kocht uit naam van Marie Antoinette het collier van Boehmer & Bassenge – met een korting van 200.000 livre – en sprak af in termijnen te betalen. Hij overhandigde de ketting op 29 januari 1784 aan een ‘dienaar van de koningin’, in werkelijkheid Jeannes handlanger Rétaux de Villette.
Villette en Nicolas de La Motte begonnen direct de honderden diamanten los te verkopen, eerst in Parijs en toen men daar argwaan begon te krijgen in Londen. Het geld stroomde nu eindelijk binnen bij de La Mottes, die in Bar-sur-Aube een landhuis kochten en dat weelderig inrichtten.

## Arrestatie
Het bedrog kwam aan het licht toen het de kardinaal niet lukte om de eerste termijn volledig te betalen. De juweliers wendden zich op 12 juli 1785 per brief voor het eerst rechtstreeks tot de koningin, namens wie Rohan de ketting tenslotte had gekocht. Tot hun verbijstering bleek Marie Antoinette van niets te weten. 
Het hof begon een onderzoek. Het was onvermijdelijk dat de fraude en de diefstal door de La Mottes aan het licht zouden komen; zij maakten zich echter weinig zorgen. Ze dachten dat ze nooit voor de rechter zouden komen, omdat alle betrokkenen koste wat kost een schandaal zouden willen voorkomen. De koning zou de zaak in de doofpot stoppen om de reputatie van de koningin te beschermen. Rohan zou de juweliers uit eigen zak betalen om gezichtsverlies te voorkomen.

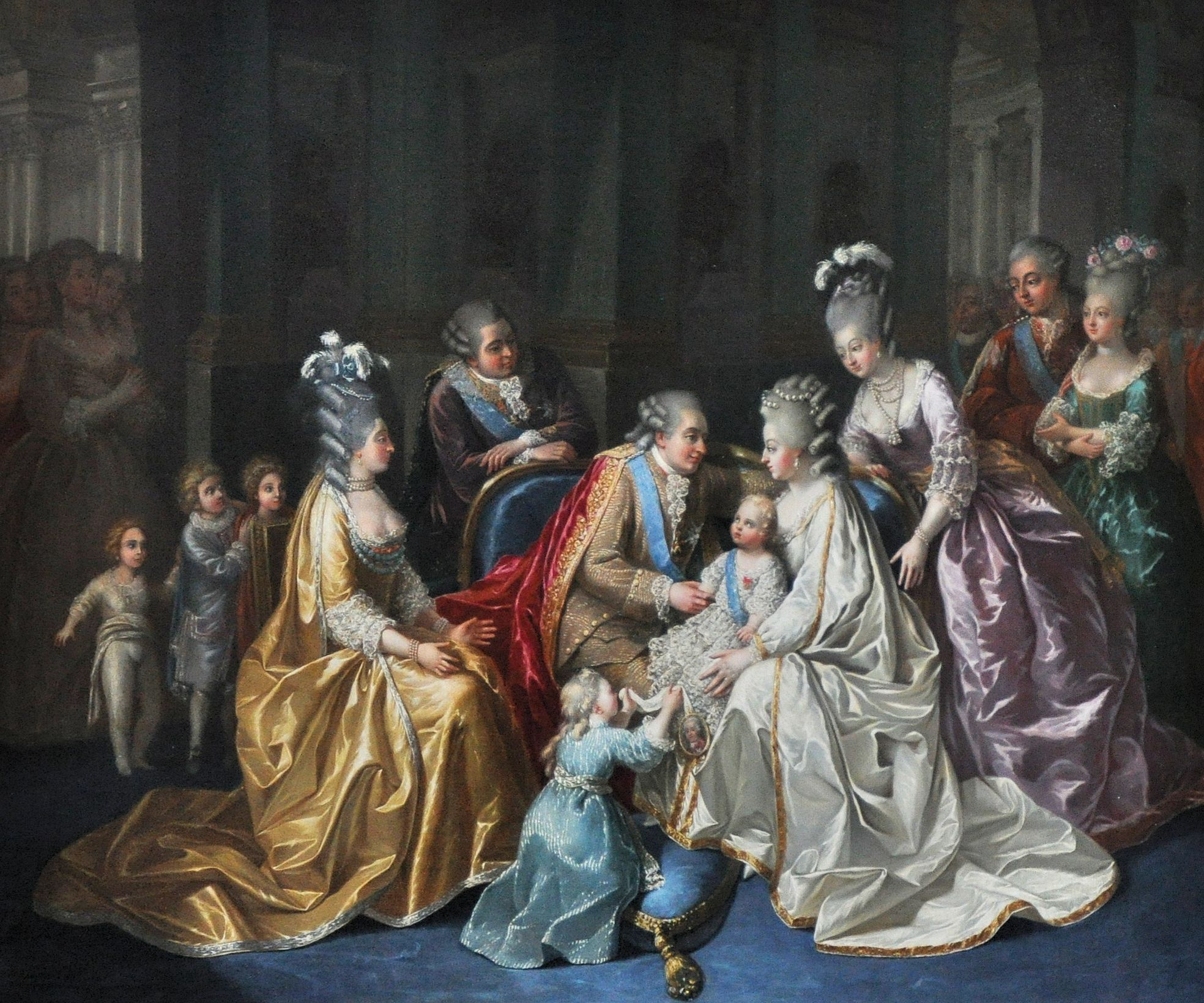
De Franse koninklijke familie in 1782 (onbekende artiest). Uiterst rechts de Graaf van Artois en Madame Elisabeth, met wie Jeanne de La Motte contact heeft gehad. Zittend op de sofa Lodewijk XVI en Marie Antoinette met hun kinderen.

Koning Lodewijk XVI en koningin Marie Antoinette confronteerden Rohan op 15 augustus 1785 met zijn rol in de affaire. Hij gaf toe dat hij – met de beste bedoelingen – de halsketting uit naam van de koningin had gekocht, maar om de tuin was geleid door de gravin de La Motte Valois. Op bevel van de koning werd Rohan gearresteerd en afgevoerd naar de Bastille. Jeanne de La Motte hoorde op 17 augustus in Bar-sur-Aube dat de kardinaal was gearresteerd, en dat de koning tegen ieders verwachting een openbaar gerechtelijk onderzoek had bevolen. Ze negeerde het advies van haar advocaat om onmiddellijk naar Engeland te vluchten, wel verbrandde ze belastende documenten. De volgende ochtend werd ze door de Parijse politie opgepakt en overgebracht naar de Bastille. Haar man Nicolas werd niet direct gearresteerd en ontkwam een paar dagen later wel naar Londen. Ook de in die tijd beroemde Italiaanse occultist Cagliostro, die op uitnodiging van Rohan in Parijs was, werd gearresteerd op verdenking van betrokkenheid.

## Bastille
Jeanne zat in totaal tien maanden in de Bastille, meestal in eenzame opsluiting, en werd regelmatig urenlang ondervraagd. De gevangenschap had gevolgen voor haar lichamelijke en geestelijke gezondheid. Ze had enkele toevallen en moest soms letterlijk naar de verhoren worden gesleept omdat ze weigerde uit haar cel te komen. Ze ontkende elke betrokkenheid bij de vervalste brieven en bij de diefstal van de diamanten. Ze zou ook nooit gezegd hebben dat ze een goede vriendin was van de koningin. Ze schoof alle verantwoordelijkheid af op Rohan en Cagliostro. Na de arrestatie van haar handlanger Villette in het voorjaar van 1786 werd het lastig om deze versie van het verhaal vol te houden: hij bekende namelijk al snel dat hij samen met haar de brieven  had vervalst.
De belangstelling voor het schandaal rond de diamanten halsketting was groot. Jeannes advocaten schilderden haar af als een onschuldige vrouw die per ongeluk in een web van hofintriges was terechtgekomen, en nu de schuld kreeg toegeschoven. Het publiek leek dit te geloven. De koningin werd gezien als de hebzuchtige manipulatieve kracht achter de hele zaak; zij zou vooral oog hebben voor de belangen van haar geboorteland Oostenrijk. De diamanten-halssnoeraffaire heeft veel bijgedragen aan de ondermijning van de monarchie in de aanloop naar de Franse Revolutie. De reputatie van Marie Antoinette raakte onherstelbaar beschadigd. Het staat echter voor historici vast dat zij helemaal niet bij de zaak betrokken is geweest.

## Proces en gevangenschap
Op 31 mei 1786 werd de zaak behandeld voor de 64 magistraten van het Parlement van Parijs (de regionale rechtbank, gevestigd in het Palais de la Cité). De zitting duurde tien uur. Jeanne de La Motte werd schuldig verklaard en veroordeeld tot openbare geseling, brandmerking, verbeurdverklaring van al haar bezit, en levenslange gevangenisstraf. Nicolas de La Motte was nog steeds in Engeland. Hij werd bij verstek veroordeeld tot dezelfde straf als zijn vrouw, maar met levenslange dwangarbeid op de galeien i.p.v. gevangenisstraf. Villette werd levenslang verbannen; hij werd gezien als slechts een werktuig van de La Mottes. Nicole de la Guay, die Marie Antoinette had gespeeld in het park van Versailles, werd vrijgesproken wegens gebrek aan bewijs. Kardinaal de Rohan, die steeds meer de sympathie van het publiek had gekregen, werd volledig vrijgesproken. Hij werd wel door de koning uit zijn ambten gezet en verbannen van het hof. Ook Cagliostro werd vrijgesproken.

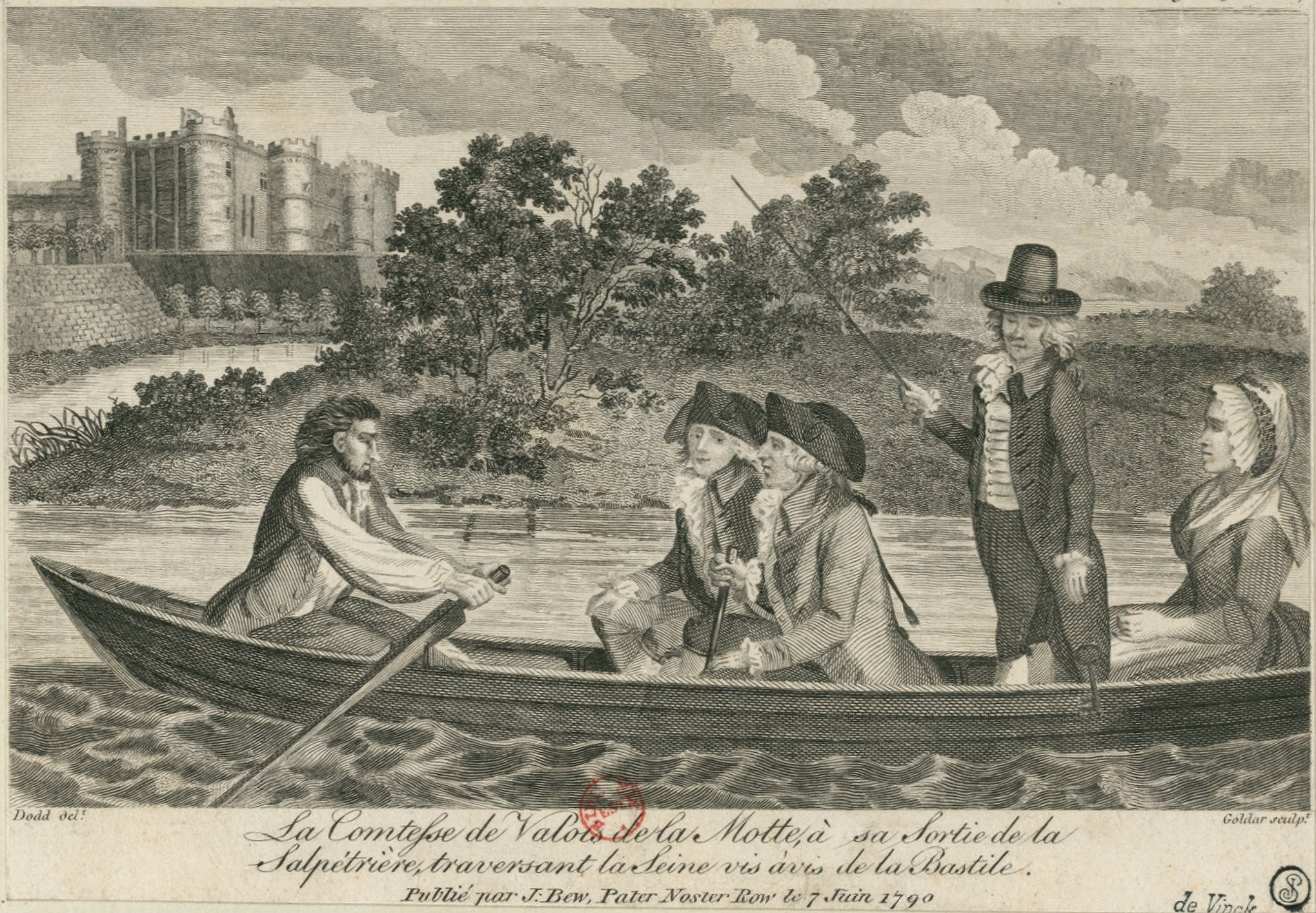
De ontsnapping van Jeanne de La Motte uit La Salpêtrière

Op 21 juni werd het vonnis in het openbaar voltrokken. Dit gebeurde in alle vroegte omdat de autoriteiten bang waren voor opstootjes; het volk had medelijden met Jeanne, die als enige van de beschuldigden zo zwaar gestraft was. Zij werd gegeseld en twee keer gebrandmerkt met de letter V, van voleuse (dievegge). Zij verzette zich heftig, beet een van de bewakers tot bloedens toe, en moest door vier mannen in bedwang worden gehouden. Omdat ze niet stil bleef liggen, kwam een van de brandmerken op haar borst terecht in plaats van haar schouder.
Ze werd opgesloten in de Salpêtrière, dat toentertijd behalve een psychiatrisch ziekenhuis ook een gevangenis was voor losbandige en rebelse vrouwen. Op 5 juni 1787 lukte het haar om verkleed als man te ontsnappen. Mogelijk hebben partijen aan het hof hier de hand in gehad omdat ze gechanteerd werden door Nicolas de La Motte. Hij dreigde vanuit Londen nieuw belastend materiaal te publiceren. Jeanne reisde – deels te voet – via het Hertogdom Luxemburg naar Oostende in de Oostenrijkse Nederlanden, en vandaar naar het Engelse Dover, waar ze op 4 augustus aankwam. Daar zag ze voor het eerst in twee jaar haar man terug.

## Laatste levensjaren
In Londen had het echtpaar De La Motte weer chronisch geldgebrek. Net als voor de halssnoeraffaire probeerden ze op krediet een riant leven te leiden. Jeanne schreef er haar memoires. Deze werden in het voorjaar van 1789 in Frankrijk gepubliceerd onder de titel Mémoires justicatifs. Ze schoof hierin alle verantwoordelijkheid van zich af, beschuldigde de koningin van betrokkenheid en belasterde haar op soms bizar-obscene manieren. Na de publicatie van de Mémoires justicatifs begon Jeanne aan het schrijven van haar levensverhaal.
Jeanne de La Motte stierf op 23 augustus 1791 in Londen na een val uit een raam; ze was 35 jaar oud. Volgens sommige bronnen had ze geprobeerd om aan deurwaarders te ontkomen door op de bovenverdieping van een huis uit een raam te klimmen. Er waren echter ook geruchten dat ze door Franse royalisten was vermoord. Ze werd begraven in St Mary's Churchyard in Lambeth. Later dat jaar werd postuum haar levensverhaal gepubliceerd onder de titel The life of Jane de St Remy de Valois. Lodewijk XVI liet de hele oplage van de Franse vertaling opkopen en verbranden.